# Sevede, Tunaläns och Aspelands domsaga
Sevede, Tunaläns och Aspelands domsaga var en domsaga i Kalmar län. Den bildades 1680 och  upphörde 1858 när den delades upp i Sevede och Tunaläns domsaga och Aspelands och Handbörds domsaga.
Domsagan lydde under Göta hovrätt.

## Tingslag
- Sevede tingslag
- Tunaläns tingslag
- Aspelands tingslag

## Häradshövingar
- 1680–1704 Johan Heller
- 1704–1712 Erik Magnus Dreffling
- 1712–1724 Axel Scharin
- 1724–1736 Isak Cock
- 1736–1762 Magnus Hellenstierna
- 1762–1777 Per Lennart Rosenbielke
- 1778–1795 Jonas Stockenberg
- 1795–1820 Johannes Petrus Bursie
- 1821–1822 Johan Gabriel Richert
- 1822–1827 Sven Erland Heurlin
- 1828–1857 Per Hernblom